# Джон Кемені
Джон Джордж Кемені (угор. Kemény János György — Кемень Янош Дьордь, англ. John George Kemeny; 31 травня 1926, Будапешт, Угорщина — 26 грудня 1992, Нью-Гемпшир, США) — американський математик та фахівець з інформатики. Разом із Томасом Курцем розробив мову Бейсік (1964).
У 1970 обраний 13-м президентом Дартмутського коледжу (одного з найстаріших і найавторитетніших університетів США, що входить до Ліги плюща) та займав цю посаду 11 років. У цьому коледжі він вперше почав систематичне застосування комп'ютерів у навчальному процесі.

## Біографія
Джон Кемені народився у родини угорських євреїв. Після початку війни родина емігрувала до Нью-Йорку; родичі, що залишилися в Угорщині, загинули у концтаборах.
Закінчивши з відзнакою середню школу, Джон поступив у Принстонський університет (1943), де вивчав математику та філософію. Обдарованого студента залучили до Мангеттенського проєкту, де він працював під керівництвом Річарда Фейнмана. Там він познайомився з Джоном фон Нейманом.
У 1947 Кемені отримав ступінь бакалавра та почав роботу над докторською в області основної математики, яку захистив два роки опісля. Його науковим керівником був Алонзо Черч. Одночасно Кемені співпрацював з Ейнштейном, який проживав у Принстоні, як консультант з математичних питань.
У 1951 одружився. Народилися двоє дітей.
З 1953 Кемені викладав на факультеті математики престижного Дартмутського коледжу. З 1955 по 1967 керував цим факультетом, а у 1970 стає (не залишаючи викладацьку роботу) президентом Дартмутського коледжу. У цей період його приваблює ідея автоматизації програмування та застосування комп'ютерів у навчанні. Спільно з Томасом Курцем він розробив для цього першу версію мови програмування Бейсік (1964), яку впровадив на спеціально розробленій системі поділу часу (Dartmouth Time-Sharing System) для комп'ютера LGP-30.
Опублікував кілька монографій у галузі математичної логіки та дискретної математики.
Помер від хвороби серця у 1992.

## Нагороди та відзнаки
- Член американської академії мистецтв та наук (1967).
- Премія Нью-Йоркській національної академії.
- Премія «Піонер комп'ютерної техніки» (1985) за створення BASIC.
- Комп'ютерна медаль IEEE (1986).
- Премія IBM Льюїса Робінсона (1990).

## Праці у російському перекладі
- Кемені Дж., Снелл Дж., Томпсон Дж.Введення в кінцеву математику. Видавництво іноземної літератури, 1963 р., 488 стор
- Кемені Д. Дж., Снелл Дж. Л.Кібернетичне моделювання. Деякі програми. М.: Радянське радіо, 1972, 192 с.
- Кемені Д. Дж., Снелл Дж. Л.Кінцеві ланцюги Маркова. М.: Наука, 1970, 271 с.
- Кемені Д. Дж., Снелл Дж. Л. Рахункові ланцюга Маркова. М.: Наука, 1987, 416 с.